# Snæfellsbær
Snæfellsbær è un comune islandese della regione di Vesturland.